# Comuna Urechești, Vrancea
Urechești este o comună în județul Vrancea, Muntenia, România, formată numai din satul de reședință cu același nume.

## Așezare
Comuna se află în partea de sud a județului, într-o zonă de câmpie, pe malul stâng al râului Oreavu. Este traversată prin extremitatea ei estică de șoseaua națională DN2, care leagă Focșaniul de Buzău. La Urechești, din acest drum se ramifică șoseaua județeană DJ205B, care o leagă spre nord de Cotești, Cârligele, Vârteșcoiu, Broșteni, Odobești și Bolotești (unde se termină în DN2D).

## Demografie
Componența etnică a comunei Urechești
     Români (86,74%)
     Alte etnii (0,11%)
     Necunoscută (13,15%)
Componența confesională a comunei Urechești
     Ortodocși (85,99%)
     Alte religii (0,68%)
     Necunoscută (13,33%)
Conform recensământului efectuat în 2021, populația comunei Urechești se ridică la 2.783 de locuitori, în creștere față de recensământul anterior din 2011, când fuseseră înregistrați 2.532 de locuitori. Majoritatea locuitorilor sunt români (86,74%), iar pentru 13,15% nu se cunoaște apartenența etnică. Din punct de vedere confesional, majoritatea locuitorilor sunt ortodocși (85,99%), iar pentru 13,33% nu se cunoaște apartenența confesională.

## Politică și administrație
Comuna Urechești este administrată de un primar și un consiliu local compus din 11 consilieri. Primarul, Nistor Bratosin[*], de la Partidul Național Liberal, este în funcție din 2012. Începând cu alegerile locale din 2024, consiliul local are următoarea componență pe partide politice:
|  | Partid                          | Consilieri | Componența Consiliului | Componența Consiliului | Componența Consiliului | Componența Consiliului | Componența Consiliului | Componența Consiliului | Componența Consiliului | Componența Consiliului |
|  | ------------------------------- | ---------- | ---------------------- | ---------------------- | ---------------------- | ---------------------- | ---------------------- | ---------------------- | ---------------------- | ---------------------- |
|  | Partidul Național Liberal       | 8          |                        |                        |                        |                        |                        |                        |                        |                        |
|  | Partidul Social Democrat        | 2          |                        |                        |                        |                        |                        |                        |                        |                        |
|  | Alianța pentru Unirea Românilor | 1          |                        |                        |                        |                        |                        |                        |                        |                        |

## Istorie
La sfârșitul secolului al XIX-lea, comuna făcea parte din plasa Marginea de Sus a județului Râmnicu Sărat și era formată din satele Urechești și Palanca, având în total 1675 de locuitori. În comună funcționau trei biserici (una la schitul Vărzărești, alta în Urechești ridicată de familia clucerului Toma în 1837 și una în Palanca zidită în 1840) și o școală fondată în 1892. Anuarul Socec din 1925 o consemnează în plasa Plăinești, cu o populație de 2610 locuitori.
În 1950, ea a fost arondată raionului Focșani din regiunea Putna, apoi (după 1952) din regiunea Bârlad și (după 1956) din regiunea Galați. La reorganizarea administrativă din 1968, comuna Urechești a trecut la județul Vrancea și i s-au arondat și satele comunei desființate Popești, în vreme ce satele Palanca și Toharca (ultimul apărut între timp) au fost desființate și comasate cu satul Urechești. Comuna Popești s-a separat din nou în 2003.

## Monumente istorice
Două obiective din comuna Urechești sunt incluse în lista monumentelor istorice din județul Vrancea ca monumente de interes local. Unul este situl arheologic din punctul Titila-Câța, aflat la vest de fostul sat Palanca, sit ce cuprinde urmele unor așezări din eneolitic (cultura Cucuteni, faza A), Epoca Bronzului, și perioada Latène (cultura geto-dacă). Celălalt obiectiv, clasificat ca monument de arhitectură, este Mănăstirea Vărzărești, obiectiv ce cuprinde două biserici „Adormirea Maicii Domnului” (1644) și „Sfântul Gheorghe” (1898).

## Personalități
- Camelia Beldie (1930-2011), profesor universitar, rector, comunistă
- Valeriu Pantazi (1940-2015), poet, scriitor și pictor român.
- Angel Tîlvăr (n. 1962), senator, deputat